# 粉彩 (颜料)

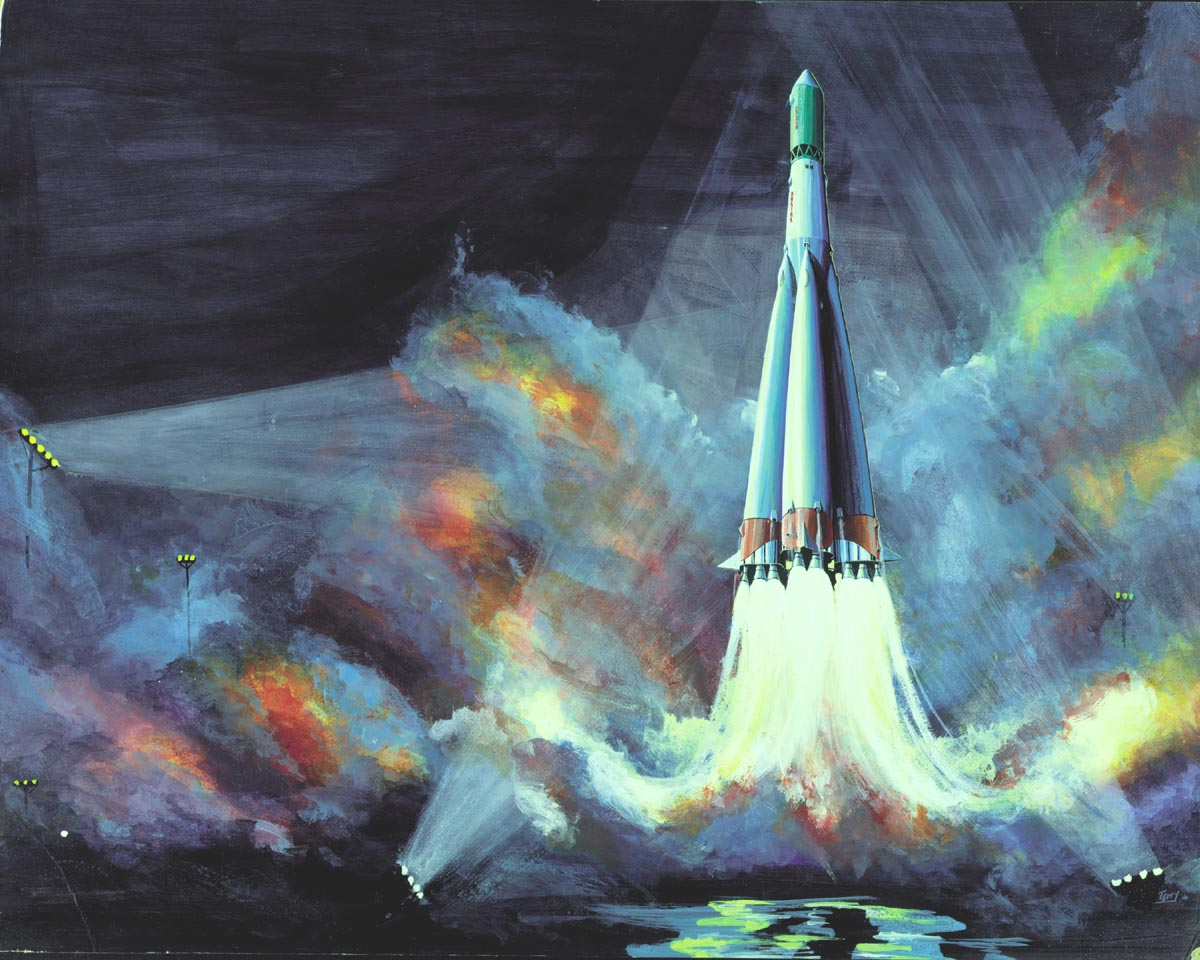
粉彩畫的火箭升空

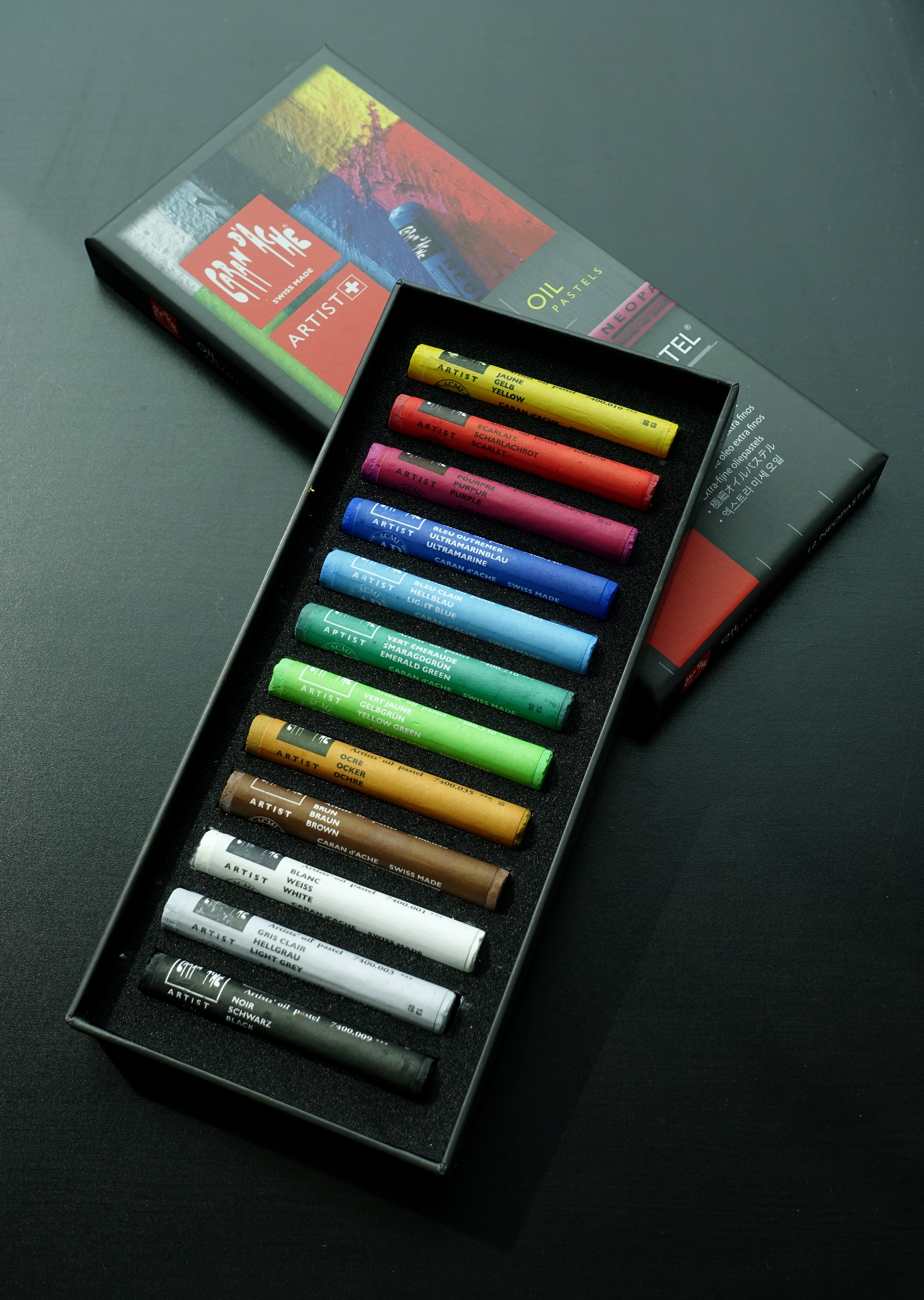
一盒Caran d'Ache (company)瑞士卡達12色油性粉彩筆

粉彩（英語：Pastel）是一種绘画顏料，通常製成筆型，所以又稱粉彩筆或粉色画笔，有時為了與油粉彩區別，又稱為乾粉彩。粉彩起源於18世紀，主要用于绘制粉画，有很强的覆盖性，色彩明快，颜色种类繁多，在任何粗糙的表面（素描纸，黑板，石头等等）都可绘制，笔触类似油画，作画方法类似水彩画先薄后厚，先浅后深，上色辅助工具是纸擦笔、手指、海绵等。在台灣，oil pastels習慣上稱之為粉蠟筆，製成圓柱細條狀，常为幼兒的繪畫工具，疊色效果佳；而soft／hard pastels習慣上稱之為軟式／硬式粉彩；製成長方柱條狀，硬式粉彩條可直接在紙上作畫，描繪線條輪廓，軟式粉彩條粉末較細緻，刮取色料用手或其他工具塗抹開來疊色作畫。